# ČAFC Praga
El CAFC Praga es un equipo de fútbol de la República Checa que juega en el Campeonato de Praga, la quinta división de fútbol en el país.

## Historia
Fue fundado en Praga en 1899 con el nombre ČAFC Královské Vinohrady, y en su historia han tenido varios nombres:
- 1899 – 1918 : ČAFC Královské Vinohrady
- 1918 – 1948 : ČAFC Vinohrady
- 1948 – 1950 : Sokol ČAFC Vinohrady
- 1951 – 1952 : Instalační závody ČAFC
- 1952 – 1953 : Tatran Stavomontáže B
- 1953 – 1968 : Tatran Pozemní stavby
- 1968 – 1979 : ČAFC Praha
- 1979 – 1990 : Tatran Stavební závody
- 1990 – hoy : ČAFC Praha

Fue uno de los equipos fundadores de la Primera División de Checoslovaquia en 1925, aunque anteriormente formó parte de las primeras ligas de fútbol a nivel regional que organizaban en la desaparecida Checoslovaquia.
En la desaparecida Primera División de Checoslovaquia disputó 64 partidos, de los cuales ganó 22, empató 10 y perdió 32, anotó 106 goles y recibió 171, terminando en la posición 45 de la tabla histórica de la liga.
Luego de la separación de Checoslovaquia, el club ha pasado prácticamente toda su historia como un club de categoría aficionada.